# Maria Krol
Maria Krol, znana jako Maria Krolówna – polska łuczniczka, wicemistrzyni świata.

## Wyniki
| Impreza   | Rok      | Miejsce       | Konkurencja | Pozycja |                    |      |      |               |     |
| --------- | -------- | ------------- | ----------- | ------- | ------------------ | ---- | ---- | ------------- | --- |
| Impreza   | Rok      | Miejsce       | Konkurencja | Pozycja | Mistrzostwa świata | 1931 | Lwów | indywidualnie | 15. |
| drużynowo | brąz     |               |             |         | Mistrzostwa świata | 1931 | Lwów |               |     |
| 1932      | Warszawa | indywidualnie | 8.          |         | Mistrzostwa świata |      |      |               |     |
| 1932      | Warszawa | drużynowo     | srebro      |         | Mistrzostwa świata |      |      |               |     |